# Makame Mbarawa

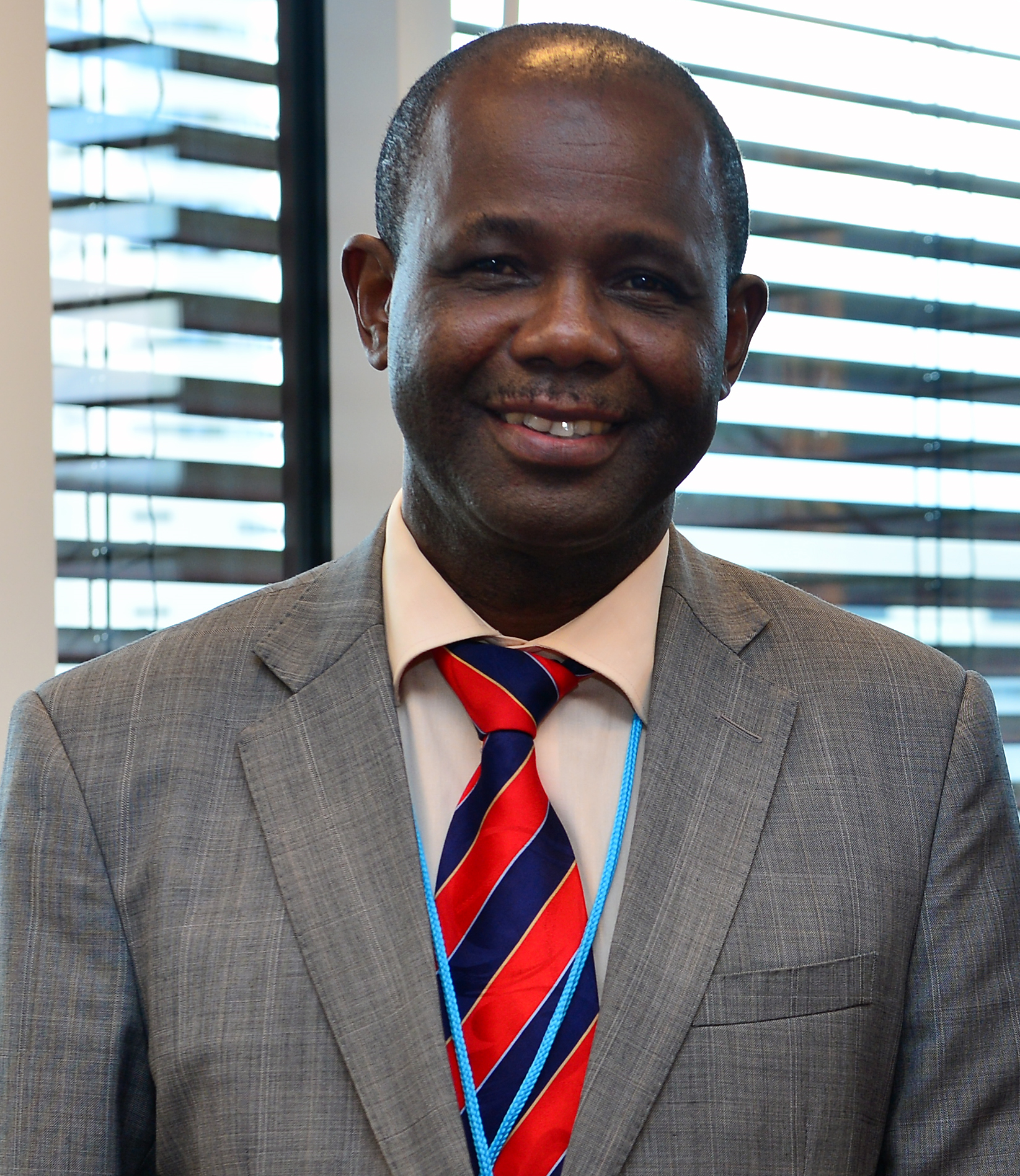
Makame Mbarawa

Makame Mnyaa Mbarawa (* 12. Februar 1961) ist ein tansanischer Politiker. Er ist Mitglied der Partei Chama Cha Mapinduzi (CCM), Parlamentsmitglied und seit 2023 Verkehrsminister.

## Leben

### Ausbildung
Makame Mbarawa besuchte von 1967 bis 1872 die Grundschule in Chokocho, einem Dorf im Distrikt Mkoani auf der Insel Pemba. Dort ging er auch in die weiterführende Schule, bevor er von 1977 bis 1981 am Technischen College Karume in Daressalam studierte. 1986 begann er am Technischen Institut für Fischerei in Astrachan in Russland das Studium Schiffstechnik und schloss dieses 1991 mit dem Titel Master ab. Von 1994 bis 1998 studierte er ebenfalls Schiffstechnik an der Universität New South Wales in Sydney und erwarb den Titel Doktor.

### Beruf
Von 1982 bis 1985 arbeitete Makame Mbarawa als Techniker im Ministerium für Kommunikation der Regierung von Sansibar. Im Jahr 2005 wurde er außerordentlicher Professor an der Technischen Universität Tshwane in Südafrika, von 2009 bis 2010 war er dort Professor.

## Politik
Makame Mbarawa ist Mitglied der Partei Chama Cha Mapinduzi und seit 2007 Mitglied in deren Nationalen Exekutivkomitee und seit 2012 Mitglied des Zentralkomitees. Seit dem Jahr 2010 ist er Parlamentsmitglied. Im gleichen Jahr wurde er von Präsident Jakaya Kikwete zum Minister für Kommunikation, Wissenschaft und Technologie ernannt und blieb es bis 2015. In dieser Zeit baute er auch mit chinesischer Finanzierung das Mobilfunknetz aus.
Im Jahr 2018 wurde er Minister für Wasser und Bewässerung, 2021 Minister für Arbeit und Verkehr. In diese Amtsperiode fiel der Start für die dritte Etappe des Baus der 1211 km langen Normalspurbahn von Daressalam nach Mwanza.
Bei der Regierungsumbildung von Präsidentin Samia Suluhu Hassan im August 2023 teilte diese sein Ministerium. Er wurde Verkehrsminister, während Innocent Bashungwa Arbeitsminister wurde.